# Европейское влияние в Афганистане
Европейское влияние в Афганистане — это политическое, социальное и по большей части империалистическое влияние ряда европейских стран на историческое развитие Афганистана.

## История
Поступательное, в течение первых трёх четвертей XIX века, продвижение России на Кавказ и Туркестан заставило Англию обратить внимание на Афганистан, в то время ещё отделённый от её индийских владений обширной территорией сикхских и синдских владений. По мере приближения русских войск к границам Афганистана, военное значение Турции и Персии постепенно падало в глазах англичан, и взамен этого становилось важным значение Афганистана, ставшего единственным барьером, отделявшим русские владения от границ Индии. Отсюда мысль о подчинении Афганистана или, по крайней мере, о прочном с ним союзе, стала обязательным элементом всех соображений англичан, касавшихся обороны их индийских владений.
Но причиной, заставившей Англию уже в 1808 году вступить в отношения с Афганистаном, являлась не экспансия России на юг, а планы Наполеона по захвату Британской Индии. В 1807 году был подписан франко-иранский союз, позволявшей Франции провести через Иран свои войска с целью захвата Индии, поэтому Ост-Индской компании пришлось принимать ответные действия. Так как Афганистан являлся северными воротами в Индию, было решено отправить туда посольство.
Как и в 1-ю англо-афганскую войну 1838—1842 годов, англичане начали вторжение в Афганистан вследствие недовольства его политической ориентацией на Россию. В 1878—1879 годах англо-индийские войска под командованием генерал-майора Фредерика Робертса, разгромив в нескольких селениях афганцев, захватили Джелалабад, Кандагар и Кабул. Потерпев поражение, эмир Шир-Али, оставив власть своему сыну Якуб-хану, бежал в 1878 году в русские владения.
В конце XIX и в начале XX века британцы стремились использовать Афганистан в качестве буферной зоны между Британской Индией и Российской империей. В результате произвольной демаркации была создана т. н. линия Дюранда с целью разделить пуштунские территории вдоль границы Афганистана и Пакистана. Общий эффект от искусственно созданной границы привёл к накаливанию ситуации и к негативному отношению со стороны пуштунских племён к своим соседям. Данная политика Британии (разделяй и властвуй), привела к усилению антиколониальных настроений в районах проживания пуштунских племён, и они, в результате, стали стремиться к независимости и свободе от британского правления.
21 февраля 1919 года на эмирский престол в Афганистане взошёл Аманулла-хан. Поддерживаемый армией и радикальной партией «младоафганцев», он объявил о ликвидации политической зависимости страны от Англии. 3 мая англо-индийская армия вторглась в страну на Хайберском, Вазиристанском и Кандагарском направлении, в ответ Аманулла-хан объявил им джихад. Но 50-тысячная афганская армия не смогла остановить их наступление, и уже 5 мая была вынуждена отказаться от активных действий. Только на следующий день в Кабуле получили ноту Великобритании с официальным объявлением войны. Английские самолёты нанесли бомбовые удары по Джелалабаду и Кабулу. Пограничные афганские племена подняли восстание против англичан, и в это же время в Индии усилилось национально-освободительное движение. 3 июня было заключено перемирие между английскими и афганскими войсками. 8 августа 1919 года в Равалпинди (Британская Индия) был подписан прелиминарный мирный договор Великобритании с Афганистаном, по которому последнему давалась независимость во внешней политике.
Во время Первой мировой войны, афганское правительство связалось с Османской империей и Германией, через экспедицию Нидермайера-Хентинга, с целью присоединиться к Центральным державам от имени халифа (турецкий султан носил титул халифа, то есть духовного лидера всех мусульман) и, таким образом, участвовать в Джихаде. Однако Насрулла-хан не поддержал усилий правительства и не стал вмешиваться в конфликт.
Великий визирь (премьер-министр) Османской империи Касим-Бей издал фирман от имени султана на персидском языке. Он был адресован «жителям Пуштунистана». В нём было сказано, что когда англичане будут разбиты, «Его Величество Халиф, по согласованию с союзными государствами, предоставляет гарантию независимости для единого государства Пуштунистан и будет оказывать всемерную поддержку ему. Я не позволю какого-либо иностранного вмешательства в стране Пуштунистан». Однако усилия не увенчались успехом, и афганский эмир Хабибулла-хан сохранил нейтралитет Афганистана на протяжении всей Первой мировой войны.
В ходе Миссии Криппса в 1942 году и Правительственной миссии в Индию в 1946 году, афганское правительство неоднократно пыталось добиться того, чтобы любые дискуссии о независимости Индии протекали с участием его представителей. Британское правительство отказалось от участия афганцев в переговорах, так как не хотело ставить под сомнение территориальную принадлежность Северо-Западной пограничной провинции.